# Chondrillidae
Chondrillidae é uma família de esponjas marinhas da ordem Chondrosida. 

## Gêneros
- Chondrilla Schmidt, 1862
- Chondrosia Nardo, 1847
- Thymosia Topsent, 1895
- Thymosiopsis Vacelet e Perez, 1998